# Маложуховицкое Евангелие
Маложуховицкое Евангелие — памятник старобелорусского книгописания конца XV―начала XVI веков. Создано для церкви деревни Малые Жуховичи.

## Вид Евангелия
Писано в лист, полууставом (красной краской, полученной из сернистой ртути), церковнославянским языком с белорусскими особенностями. Имеет 4 миниатюрные изображения евангелистов, золотые инициалы, заставки, заголовки, сделанные киноварью. 347 листов.

## Местонахождение
С XVII века хранилось в Жировицком монастыре, с начала 1920-х гг. в Виленском белорусском музее, в библиотеке Академии наук Литвы.